# Брискин, Анатолий Аркадьевич
Анато́лий Арка́дьевич Бри́скин (10 января 1923, Симферополь — 16 сентября 2005, Санкт-Петербург) — советский и российский дирижёр, педагог, пианист. Заслуженный деятель искусств Северной Осетии. Лауреат Государственной премии Республики Северная Осетия-Алания им. Коста Хетагурова (1999).

## Биография
Родился 10 января 1923 года в Симферополе.
В 1940 году поступил в Ленинградскую консерваторию. В 1942 году эвакуирован с консерваторией в Ташкент, откуда был призван в армию.
К учёбе вернулся после демобилизации в 1945 году. Окончил фортепианный (1950) и дирижёрско-симфонический (1958) факультеты. Ученик Григория Бузе и Ильи Мусина.
С 1958 года работал дирижёром Северо-Осетинской филармонии.
В 1973—1979 годах — главный дирижёр Государственного Северо-Осетинского музыкального театра в Орджоникидзе, где осуществил постановки национальных опер «Ханты цагъд» Д. Хаханова, «Коста» Х. Плиева, «Оллана» И. Габараева и др., опер из классического наследия, в том числе «Иоланты» П. И. Чайковского.
С 1963 года около сорока лет преподавал в Музыкальном училище в Орджоникидзе (ныне Владикавказский колледж искусств имени В. Гергиева, где имя Брискина присвоено концертному залу). Среди его учеников выдающиеся дирижёры Валерий Гергиев и Туган Сохиев. Валерий Гергиев писал: «Встреча с Брискиным — главный и решающий момент в моей профессиональной судьбе».

Мой первый учитель по дирижированию, Анатолий Аркадьевич Брискин, сыграл самую важную роль в моей дирижёрской судьбе — благодаря ему я стал понимать, в чём сила музыки вообще и симфонической, в частности.
— Валерий Гергиев
В последние годы жизни жил в Санкт-Петербурге.
Умер 16 сентября 2005 года. Похоронен на Смоленском православном кладбище Санкт-Петербурга.

## Семья
- Отец — Аркадий Борисович (Арон Беркович) Брискин (1883, Новомосковск — 1936, Симферополь), композитор, дирижёр симферопольского симфонического оркестра. Еврей по происхождению, до революции мстиславский мещанин, крещён в 1911 году в симферопольском кафедральном Александро-Невском соборе[3][7][8].
- Мать — Анна Абрамовна Брискина (1900—1942), преподаватель фортепиано, дочь учёного-садовода и благотворителя А. И. Пастака, племянница премьер-министра Крымского краевого правительства С. С. Крыма. Расстреляна фашистами вместе с дочерью Валерией (1925 г. р.) и сестрой Софьей в 1942 году в Саках[3].
- Сестра — Ирина Аркадьевна Брискина (1921—1989), выпускница Ленинградской консерватории, более тридцати лет заведовала фортепианным отделением Симферопольского музыкального училища.  Среди её учеников — А. С. Караманов, С. Р. Зубковский.  Её сын, Валерий Львович Сигалевич[англ.] (род. 1950) — пианист, живёт в Израиле.